# 1920年夏季奧林匹克運動會摔跤比賽
1920年夏季奥林匹克运动会摔跤比赛共设10个小项，古典式和抓式（自由式的前身）各有5个小项。古典式于1920年8月16日星期一至8月20日星期五举行，自由式则于1920年8月25日星期三至8月27日星期五举行。本届比赛仅男子选手参加。

## 奖牌得主

### 古典式
| 项目     | 金牌                          | 银牌                            | 铜牌                            |
| 次轻量级 | 奥斯卡里·弗里曼 · 芬兰（FIN） | 海基·凯赫克宁 · 芬兰（FIN）     | 弗里肖夫·斯文松 · 瑞典（SWE）   |
| 轻量级   | 埃米尔·韦雷 · 芬兰（FIN）     | 塔维·塔米宁 · 芬兰（FIN）       | Frithjof Andersen · 挪威（NOR） |
| 中量级   | 卡尔·韦斯特格伦 · 瑞典（SWE） | Arthur Lindfors · 芬兰（FIN）   | 马萨·佩尔蒂莱 · 芬兰（FIN）     |
| 次重量级 | 克拉斯·约翰松 · 瑞典（SWE）   | 埃迪尔·罗森奎斯特 · 芬兰（FIN） | Johannes Eriksen · 丹麦（DEN）  |
| 重量级   | 阿道夫·林德福什 · 芬兰（FIN） | Poul Hansen · 丹麦（DEN）       | 马尔蒂·涅米宁 · 芬兰（FIN）     |

### 自由式
| 项目     | 金牌                        | 银牌                            | 铜牌                        |
| 羽量级   | 查尔斯·阿克利 · 美国（USA） | 萨姆·格尔森 · 美国（USA）       | 菲利普·伯纳德 · 英国（GBR） |
| 轻量级   | 卡勒·安蒂拉 · 芬兰（FIN）   | 戈特弗里德·斯文松 · 瑞典（SWE） | 彼得·赖特 · 英国（GBR）     |
| 中量级   | 埃诺·莱伊诺 · 芬兰（FIN）   | 韦伊内·彭塔拉 · 芬兰（FIN）     | 查利·约翰逊 · 美国（USA）   |
| 次重量级 | 安德斯·拉松 · 瑞典（SWE）   | Charles Courant · 瑞士（SUI）   | 沃尔特·莫勒 · 美国（USA）   |
| 重量级   | Robert Roth · 瑞士（SUI）   | 纳特·彭德尔顿 · 美国（USA）     | 弗雷德·迈耶 · 美国（USA）   |
| 重量级   | Robert Roth · 瑞士（SUI）   | 纳特·彭德尔顿 · 美国（USA）     | 恩斯特·尼尔松 · 瑞典（SWE） |

## 参赛国家和地区
本赛共有来自19个国家和地区的152名运动员参加：
- 比利时（12）
- 加拿大（1）
- 捷克斯洛伐克（10）
- 丹麦（10）
- 埃及（1）
- 爱沙尼亚（4）
- 芬兰（18）
- 法国（17）
- 英国（10）
- 希腊（5）
- 印度（2）
- 意大利（8）
- 卢森堡（2）
- 荷兰（9）
- 挪威（7）
- 南非（1）
- 瑞典（13）
- 瑞士（4）
- 美国（18）

## 奖牌榜
| 排名                | 代表团              | 金牌 | 銀牌 | 銅牌 | 总计 |
| ------------------- | ------------------- | ---- | ---- | ---- | ---- |
| 1                   | 芬兰（FIN）         | 5    | 5    | 2    | 12   |
| 2                   | 瑞典（SWE）         | 3    | 1    | 2    | 6    |
| 3                   | 美国（USA）         | 1    | 2    | 3    | 6    |
| 4                   | 瑞士（SUI）         | 1    | 1    | 0    | 2    |
| 5                   | 丹麦（DEN）         | 0    | 1    | 1    | 2    |
| 6                   | 英国（GBR）         | 0    | 0    | 2    | 2    |
| 7                   | 挪威（NOR）         | 0    | 0    | 1    | 1    |
| 总计（共7个代表团） | 总计（共7个代表团） | 10   | 10   | 11   | 31   |